# Campeonato Mundial de Voleibol Femenino Sub-23 de 2013
La I edición del Campeonato Mundial de Voleibol Femenino Sub-23 se llevó a cabo del 5 al 12 de octubre de 2013 en México. El torneo cuenta con la participación de 12 equipos: 2 países por confederación (CSV, NORCECA, CEV, CAVB y AVC), sumados al anfitrión del evento y al equipo mejor ubicado en el ranking oficial FIVB.

## Proceso de clasificación
| Confederación | Método de clasificación                               | Vacantes | Equipo                      |
| ------------- | ----------------------------------------------------- | -------- | --------------------------- |
| FIVB          | Sede                                                  | 1        | México                      |
| AVC           | Ranking FIVB                                          | 2        | China Japón                 |
| CAVB          | Ranking FIVB                                          | 1        | Kenia                       |
| CEV           | Ranking Juvenil FIVB                                  | 2        | Italia · Turquía            |
| CSV           | Copa Panamericana de Voleibol Femenino Sub-23 de 2012 | 2        | Brasil · Argentina          |
| NORCECA       | Copa Panamericana de Voleibol Femenino Sub-23 de 2012 | 2        | República Dominicana · Cuba |
| FIVB          | Ranking FIVB                                          | 1        | Estados Unidos              |
| FIVB          | Wild Card                                             | 1        | Alemania                    |

## Equipos participantes
| Grupo A              | Grupo B        |
| -------------------- | -------------- |
| México               | Brasil         |
| República Dominicana | China          |
| Japón                | Estados Unidos |
| Turquía              | Alemania       |
| Italia               | Cuba           |
| Argentina            | Kenia          |

## Primera fase

### Grupo A

#### Clasificación
| Pos | Equipo          | PJ | PG | PP | SG | SP | PTS |
| --- | --------------- | -- | -- | -- | -- | -- | --- |
| 1   | Rep. Dominicana | 5  | 4  | 1  | 14 | 4  | 13  |
| 2   | Japón           | 5  | 5  | 0  | 15 | 7  | 12  |
| 3   | Turquía         | 5  | 3  | 2  | 11 | 9  | 9   |
| 4   | Italia          | 5  | 2  | 3  | 11 | 9  | 8   |
| 5   | Argentina       | 5  | 1  | 4  | 3  | 12 | 3   |
| 6   | México          | 5  | 0  | 5  | 2  | 15 | 0   |

#### Resultados
| Fecha    | Encuentro                        | Resultado | Set   | Set   | Set   | Set   | Set   | Puntuación total | Reporte |
| Fecha    | Encuentro                        | Resultado | 1     | 2     | 3     | 4     | 5     | Puntuación total | Reporte |
| -------- | -------------------------------- | --------- | ----- | ----- | ----- | ----- | ----- | ---------------- | ------- |
| 05-10-13 | Italia - Turquía                 | 2-3       | 31-29 | 25-16 | 24-26 | 22-25 | 15-17 | 113-117          | P2P3    |
| 05-10-13 | República Dominicana - Argentina | 3-0       | 25-14 | 25-18 | 25-16 |       |       | 75-48            | P2P3    |
| 05-10-13 | México - Japón                   | 1-3       | 19-25 | 13-25 | 25-20 | 15-25 |       | 72-95            | P2P3    |
| 06-10-13 | Japón - Italia                   | 3-2       | 21-25 | 18-25 | 25-22 | 25-16 | 15-12 | 104-100          | P2P3    |
| 06-10-13 | Turquía - República Dominicana   | 0-3       | 18-25 | 16-25 | 21-25 |       |       | 55-75            | P2P3    |
| 06-10-13 | México - Argentina               | 0-3       | 24-26 | 21-25 | 21-25 |       |       | 66-76            | P2P3    |
| 07-10-13 | Argentina - Turquía              | 0-3       | 20-25 | 20-25 | 19-25 |       |       | 59-75            | P2P3    |
| 07-10-13 | Japón - República Dominicana     | 3-2       | 15-25 | 25-22 | 17-25 | 25-17 | 15-9  | 97-98            | P2P3    |
| 07-10-13 | México - Italia                  | 0-3       | 19-25 | 15-25 | 20-25 |       |       | 75-54            | P2P3    |
| 08-10-13 | República Dominicana - Italia    | 3-1       | 23-25 | 25-23 | 25-16 | 25-12 |       | 98-76            | P2P3    |
| 08-10-13 | Argentina - Japón                | 0-3       | 19-25 | 16-25 | 19-25 |       |       | 54-75            | P2P3    |
| 08-10-13 | México - Turquía                 | 1-3       | 07-25 | 25-22 | 18-25 | 19-25 |       | 69-97            | P2P3    |
| 09-10-13 | Italia - Argentina               | 3-0       | 25-18 | 25-19 | 25-17 |       |       | 75-54            | P2P3    |
| 09-10-13 | México - República Dominicana    | 0-3       | 15-25 | 21-25 | 21-25 |       |       | 57-75            | P2P3    |
| 09-10-13 | Japón - Turquía                  | 3-2       | 23-25 | 25-22 | 26-24 | 15-25 | 15-13 | 109-105          | P2P3    |

### Clasificación
| Pos | Equipo         | PJ | PG | PP | SG | SP | PTS |
| --- | -------------- | -- | -- | -- | -- | -- | --- |
| 1   | China          | 5  | 5  | 0  | 15 | 4  | 14  |
| 2   | Estados Unidos | 5  | 4  | 1  | 14 | 7  | 11  |
| 3   | Brasil         | 5  | 3  | 2  | 12 | 7  | 10  |
| 4   | Alemania       | 5  | 2  | 3  | 9  | 9  | 8   |
| 5   | Cuba           | 5  | 1  | 4  | 4  | 12 | 3   |
| 6   | Kenia          | 5  | 0  | 5  | 0  | 15 | 0   |

#### Resultados
| Fecha    | Encuentro                 | Resultado | Set   | Set   | Set   | Set   | Set   | Puntuación total | Reporte |
| Fecha    | Encuentro                 | Resultado | 1     | 2     | 3     | 4     | 5     | Puntuación total | Reporte |
| -------- | ------------------------- | --------- | ----- | ----- | ----- | ----- | ----- | ---------------- | ------- |
| 05-10-13 | Estados Unidos - Kenia    | 3-0       | 25-11 | 25-11 | 25-06 |       |       | 75-28            | P2P3    |
| 05-10-13 | China - Alemania          | 3-1       | 25-21 | 25-22 | 18-25 | 25-19 |       | 93-87            | P2P3    |
| 05-10-13 | Brasil - Cuba             | 3-1       | 28-26 | 25-27 | 25-15 | 25-21 |       | 103-89           | P2P3    |
| 06-10-13 | Estados Unidos - Cuba     | 3-0       | 25-20 | 25-19 | 25-21 |       |       | 75-60            | P2P3    |
| 06-10-13 | China - Brasil            | 3-1       | 25-16 | 21-25 | 25-22 | 25-13 |       | 96-86            | P2P3    |
| 06-10-13 | Alemania - Kenia          | 3-0       | 25-09 | 25-10 | 25-15 |       |       | 75-34            | P2P3    |
| 07-10-13 | Estados Unidos - Alemania | 3-2       | 25-15 | 23-25 | 25-27 | 25-12 | 15-12 | 113-90           | P2P3    |
| 07-10-13 | China - Cuba              | 3-0       | 25-14 | 25-21 | 25-23 |       |       | 75-58            | P2P3    |
| 07-10-13 | Brasil - Kenia            | 3-0       | 25-07 | 25-08 | 25-10 |       |       | 75-25            | P2P3    |
| 08-10-13 | Cuba - Kenia              | 3-0       | 25-19 | 25-23 | 25-21 |       |       | 75-63            | P2P3    |
| 08-10-13 | Estados Unidos - China    | 2-3       | 15-25 | 25-18 | 25-14 | 19-25 | 5-15  | 89-97            | P2P3    |
| 08-10-13 | Brasil - Alemania         | 3-0       | 25-11 | 25-11 | 25-21 |       |       | 75-43            | P2P3    |
| 09-10-13 | China - Kenia             | 3-0       | 25-16 | 25-06 | 25-14 |       |       | 75-36            | P2P3    |
| 09-10-13 | Cuba - Alemania           | 0-3       | 22-25 | 22-25 | 20-25 |       |       | 75-62            | P2P3    |
| 09-10-13 | Estados Unidos - Brasil   | 3-2       | 25-20 | 16-25 | 10-25 | 25-22 | 15-09 | 101-91           | P2P3    |

## Fase final

### Final 1° y 3° puesto
|  | Semifinales          | Semifinales |   |       | Final                | Final |  |
|  |                      |             |   |       |                      |       |  |
|  |                      |             |   |       |                      |       |  |
|  |                      |             |   |       |                      |       |  |
|  | Estados Unidos       | 0           |   |       |                      |       |  |
|  | República Dominicana | 3           |   |       |                      |       |  |
|  |                      |             |   |       |                      |       |  |
|  |                      |             |   |       |                      |       |  |
|  |                      |             |   |       | República Dominicana | 0     |  |
|  |                      | China       | 3 |       |                      |       |  |
|  |                      |             |   |       |                      |       |  |
|  |                      |             |   |       |                      |       |  |
|  |                      |             |   |       | 3º puesto            |       |  |
|  |                      |             |   |       |                      |       |  |
|  | China                | 3           |   | Japón | 3                    |       |  |
|  | Japón                | 0           |   |       | Estados Unidos       | 1     |  |

### Clasificación 1°-4°
| Fecha    | Encuentro                             | Resultado | Set   | Set   | Set   | Set | Set | Puntuación total | Reporte |
| Fecha    | Encuentro                             | Resultado | 1     | 2     | 3     | 4   | 5   | Puntuación total | Reporte |
| -------- | ------------------------------------- | --------- | ----- | ----- | ----- | --- | --- | ---------------- | ------- |
| 11-10-11 | Estados Unidos - República Dominicana | 0-3       | 21-25 | 21-25 | 25-27 |     |     | 67-77            | P2P3    |
| 11-10-11 | China - Japón                         | 3-0       | 27-25 | 26-24 | 25-13 |     |     | 78-62            | P2P3    |

### Clasificación 3°
| Fecha    | Encuentro              | Resultado | Set   | Set   | Set   | Set   | Set | Puntuación total | Reporte |
| Fecha    | Encuentro              | Resultado | 1     | 2     | 3     | 4     | 5   | Puntuación total | Reporte |
| -------- | ---------------------- | --------- | ----- | ----- | ----- | ----- | --- | ---------------- | ------- |
| 12-10-11 | Japón - Estados Unidos | 3-1       | 25-16 | 20-25 | 25-11 | 25-19 |     | 95-71            | P2P3    |

### Clasificación 1°
| Fecha    | Encuentro                    | Resultado | Set   | Set   | Set   | Set | Set | Puntuación total | Reporte |
| Fecha    | Encuentro                    | Resultado | 1     | 2     | 3     | 4   | 5   | Puntuación total | Reporte |
| -------- | ---------------------------- | --------- | ----- | ----- | ----- | --- | --- | ---------------- | ------- |
| 12-10-11 | República Dominicana - China | 0-3       | 21-25 | 20-25 | 24-26 |     |     | 65-75            | P2P3    |

### Final 5° y 7° puesto
|  | Semifinales | Semifinales |   |        | 5° puesto | 5° puesto |  |
|  |             |             |   |        |           |           |  |
|  |             |             |   |        |           |           |  |
|  |             |             |   |        |           |           |  |
|  | Turquía     | 3           |   |        |           |           |  |
|  | Alemania    | 0           |   |        |           |           |  |
|  |             |             |   |        |           |           |  |
|  |             |             |   |        |           |           |  |
|  |             |             |   |        | Turquía   | 3         |  |
|  |             | Italia      | 0 |        |           |           |  |
|  |             |             |   |        |           |           |  |
|  |             |             |   |        |           |           |  |
|  |             |             |   |        | 7º puesto |           |  |
|  |             |             |   |        |           |           |  |
|  | Italia      | 3           |   | Brasil | 3         |           |  |
|  | Brasil      | 0           |   |        | Alemania  | 1         |  |

### Clasificación 5°-8°
| Fecha    | Encuentro          | Resultado | Set   | Set   | Set   | Set | Set | Puntuación total | Reporte |
| Fecha    | Encuentro          | Resultado | 1     | 2     | 3     | 4   | 5   | Puntuación total | Reporte |
| -------- | ------------------ | --------- | ----- | ----- | ----- | --- | --- | ---------------- | ------- |
| 11-10-11 | Alemania - Turquía | 0-3       | 13-25 | 13-25 | 19-25 |     |     | 45-75            | P2P3    |
| 11-10-11 | Italia - Brasil    | 3-0       | 25-13 | 26-24 | 25-19 |     |     | 76-59            | P2P3    |

### Clasificación 7°
| Fecha    | Encuentro         | Resultado | Set   | Set   | Set   | Set   | Set | Puntuación total | Reporte |
| Fecha    | Encuentro         | Resultado | 1     | 2     | 3     | 4     | 5   | Puntuación total | Reporte |
| -------- | ----------------- | --------- | ----- | ----- | ----- | ----- | --- | ---------------- | ------- |
| 12-10-11 | Brasil - Alemania | 3-1       | 25-20 | 25-17 | 20-25 | 25-15 |     | 95-77            | P2P3    |

### Clasificación 5°
| Fecha    | Encuentro        | Resultado | Set   | Set   | Set   | Set | Set | Puntuación total | Reporte |
| Fecha    | Encuentro        | Resultado | 1     | 2     | 3     | 4   | 5   | Puntuación total | Reporte |
| -------- | ---------------- | --------- | ----- | ----- | ----- | --- | --- | ---------------- | ------- |
| 12-10-11 | Italia - Turquía | 0-3       | 17-25 | 20-25 | 22-25 |     |     | 59-75            | P2P3    |

## Podio
| China           |
| Campeón         |
| China 1º título |

| Dominican Republic   |
| Sub-Campeón          |
| República Dominicana |

| Japan    |
| 3º Lugar |
| Japón    |

## Posiciones finales
| Pos | Equipo               |
| --- | -------------------- |
|     | China                |
|     | República Dominicana |
|     | Japón                |
| 4   | Estados Unidos       |
| 5   | Turquía              |
| 6   | Italia               |
| 7   | Brasil               |
| 8   | Alemania             |
| 9   | Cuba                 |
| 10  | Argentina            |
| 11  | México               |
| 12  | Kenia                |

## Equipo Estrella
| - Most Valuable Player - Yao Di (CHN) - Mejor Punta - Brayelin Martínez (DOM) - Sarina Koga (JAP) - Mejor Opuesta - Jeoselyna Rodríguez (DOM) | - Mejor Armadora - Yao Di (CHN) - Mejor Central - Zhou Yang (CHN) - Xiaoya Zhang (CHN) - Mejor Líbero - Brenda Castillo (DOM) |

### Mejores Jugadoras
| - Mejor Anotadora - Gina Mancuso (USA) - Mejor Atacante - Brayelin Martínez (DOM) - Mejor Bloqueador - Mara Leao (BRA) - Mejor Sacadora - Jeoselyna Rodríguez (DOM) | - Mejor Defensa - Brenda Castillo (DOM) - Mejor Armadora - Yao Di (CHN) - Mejor Recepción - Hatice Orge (TUR) |